# Культура Твери
Тверь является крупным культурным центром России.
По данным администрации города (по состоянию на 2006 год), в нём работает 3 профессиональных театра, академическая филармония, 5 музеев, 24 дома и дворца культуры. Действуют региональные отделения творческих союзов: Союза писателей, Союза художников, Союза фотохудожников, Союза кинематографистов, Союза архитекторов, Союза журналистов, Союза театральных деятелей, Союза композиторов, Союза геральдистов.

## Театры

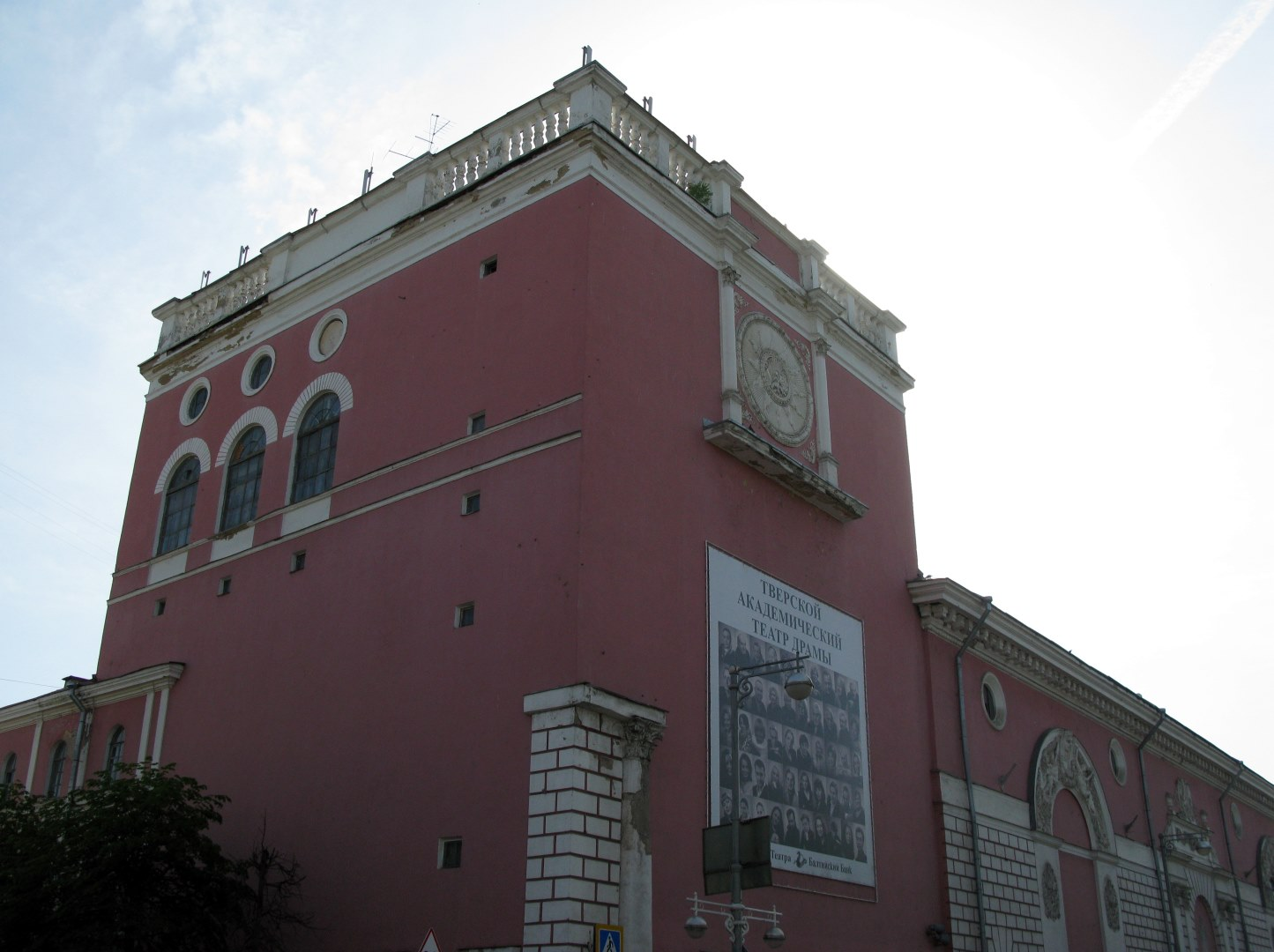
Тверской академический театр драмы

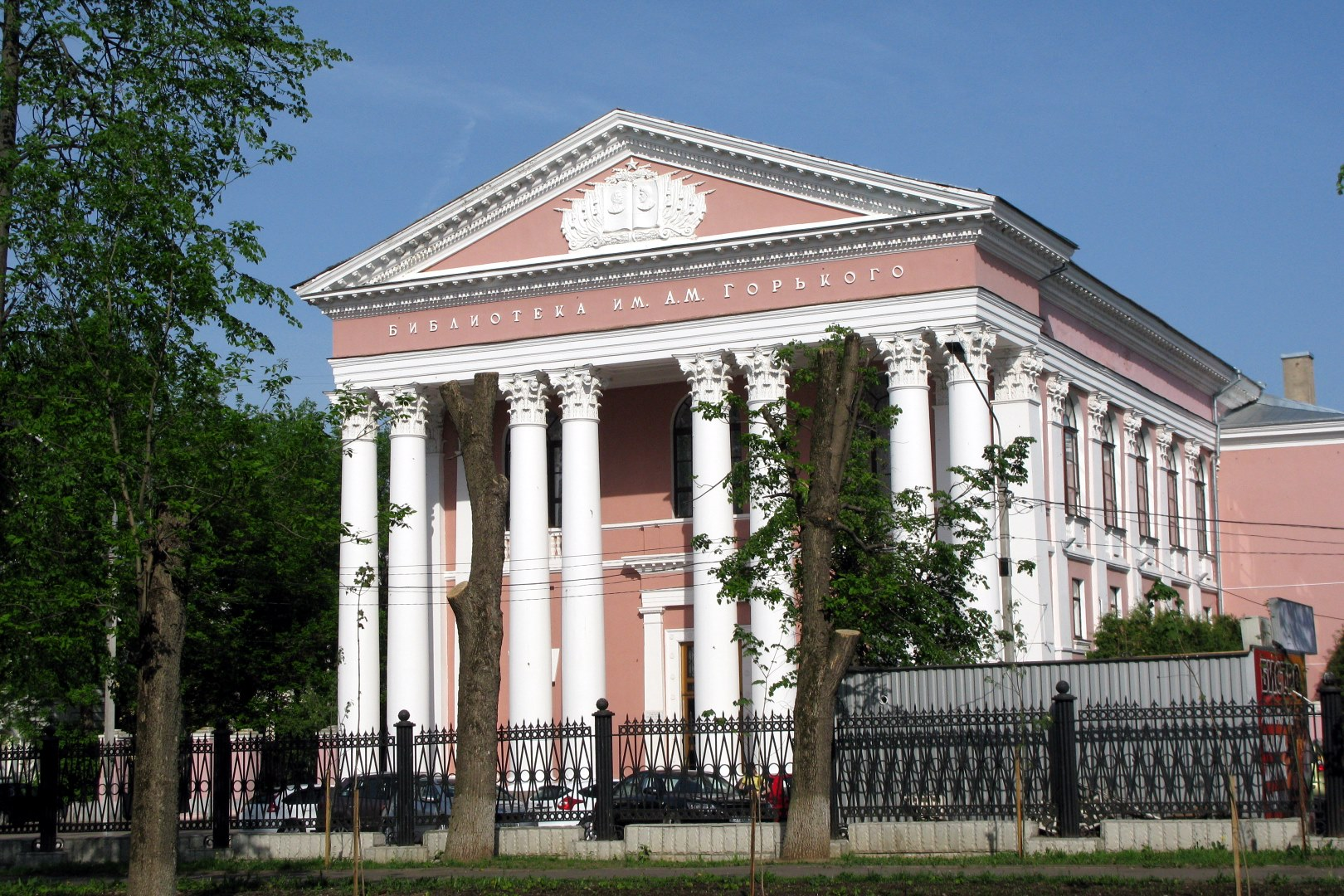
Библиотека им А.М. Горького

- Тверской областной академический театр драмы
- Тверской государственный театр кукол
- Тверской государственный цирк
- Тверской театр юного зрителя[2]
- Тверская академическая областная филармония
- Тверской народный театр драмы[3]

## Библиотеки
В городе работают 3 библиотеки в подчинении Тверской области, муниципальная (городская) библиотечная система, объединяющая 20 библиотек-филиалов Центральной городской библиотеки им. Герцена, а также библиотеки высших учебных заведений города.
- Тверская областная универсальная библиотека имени А. М. Горького[4]
- Тверская центральная городская библиотека имени А. И. Герцена
- Тверской областной центр детского и семейного чтения А. С. Пушкина

## Музеи

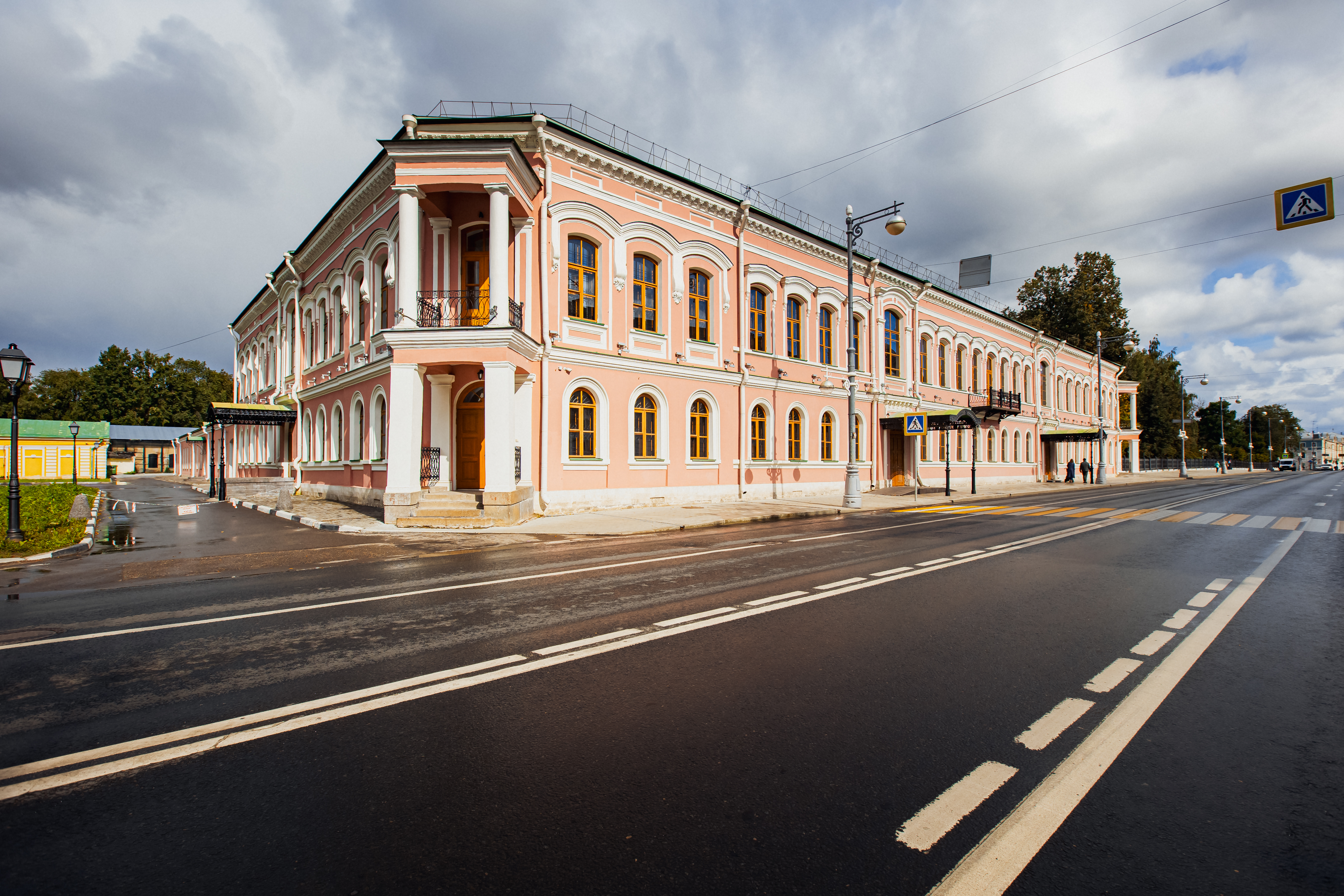
Тверской объединённый музей (краеведческий музей), расположенный в здании бывшего реального училища

- Тверской государственный объединённый музей
- Тверской городской музейно-выставочный центр
- Музей связи Тверской области
- Музей Тверского быта
- Тверской областной музейно-выставочный комплекс имени Лизы Чайкиной
- Тверская областная картинная галерея
- Музей М. Е. Салтыкова-Щедрина
- Музей тверских железнодорожников

## Кинотеатры
В городе действуют четыре кинотеатра: «Звезда», «Silver Cinema», «Панорама» и «Синема Стар». Раньше также работали кинотеатры:
- «Вулкан» (ул. Вольного Новгорода, 23)
- «Мир» (ул. Можайского, 63)
- «Тверь» (просп. Ленина, 10)
- «Восток» (ул. Орджоникидзе, 51)
- «Россия» (ул. Тракторная, 2а)
- «Искра» (ул. Соминка, 63)
- «Волга» (ул. Горького, 72/4)
- «Спутник» (просп. Ленина, 35)
- Киноконцертный зал на Рыбацкой (ул. Советская, 33)

## Архитектура
До середины XVIII века Тверь имела радиальную планировку с узкими улицами, расходившимися от Тверского кремля и застроенными в основном деревянными домами. Центральную часть города опоясывал земляной вал, на котором возвышались бревенчатые стены с боевыми башнями. В кремле было трое ворот: Владимирские (выходившие на северо-восток), Тьмацкие (расположенные со стороны реки Тьмаки) и Волжские (на северо-западе). За пределами кремля располагались Загородский посад, Затьмацкий посад, Заволжский посад, Затверецкий посад. В 1763 году сильнейший пожар уничтожил центральную часть города, а десятью годами позже выгорела уже Заволжская сторона. Таким образом, архитектура древней Твери утрачена. Исключение составляет крохотная приходская церковь XVI века, «Белая Троица», искажённая пристройками XIX века. Последний из памятников XVII века, шестистолпный Спасо-Преображенский собор, был снесён в 1935 году.
После пожара 1763 года город застраивался в камне по регулярному плану, составленному в 1763—1766 архитекторами П. Р. Никитиным, М. Ф. Казаковым, А. В. Квасовым и др. В основе плана — трёхлучевая композиция (лучи расходятся от Полукруглой площади (ныне Советская площадь) к середине и к углам древнего земляного кремля, так называемый «Версальский трезубец») с 4 площадями на длинной центральной магистрали (ныне Советская) и главной, 8-угольной в плане, площадью (ныне Площадь Ленина). Эта трёхлучевая планировка была совмещена с уже сложившейся прямолинейной.
В период екатерининской градостроительной реформы Тверь получила классицистическую застройку набережной Волги. Среди наиболее интересных зданий в стиле классицизма — бывший магистрат (1770—1780) и Дворянский дом (1766—1770). В стиле классицизма с элементами барокко построены Путевой дворец Екатерины II (1763—1767, архитектор — М. Ф. Казаков, достроен в 1809—1812 архитектором К. И. Росси), бывшее Дворянское собрание (1841, арх. — Львов) с колонным залом, мужская гимназия (1844, арх. — К. Б. Гельденрейх).
Почти все тверские храмы представляют собой вариации на тему «восьмерик на четверике». Большей частью это грузные восьмерики со скупым фасадным декором, первоначально с шатровыми колокольнями (многие в советское время были разрушены). Этот тип восходит, вероятно, к собору Отроча монастыря (1722); его дальнейшее развитие представляет пластичная Екатерининская церковь на Волге (1774—81). В эпоху зрелого классицизма в Твери возводятся крупные по размерам бесстолпные храмы с несколькими фронтонами; из их числа сохранились Вознесенская церковь (1833, архитектор — И. Ф. Львов) и собор Христорождественского монастыря (1810-е года).

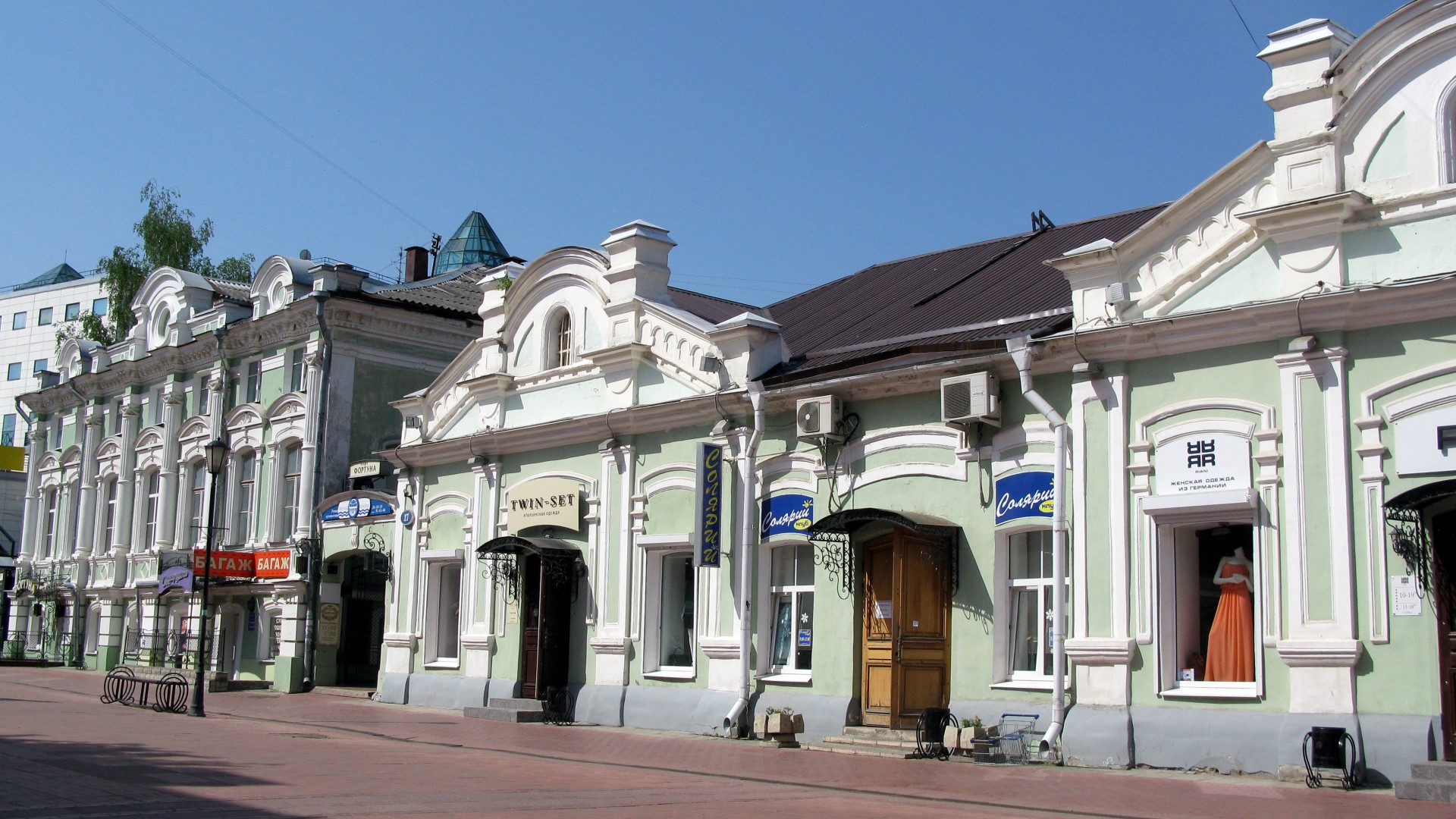
Старинная Трёхсвятская улица.

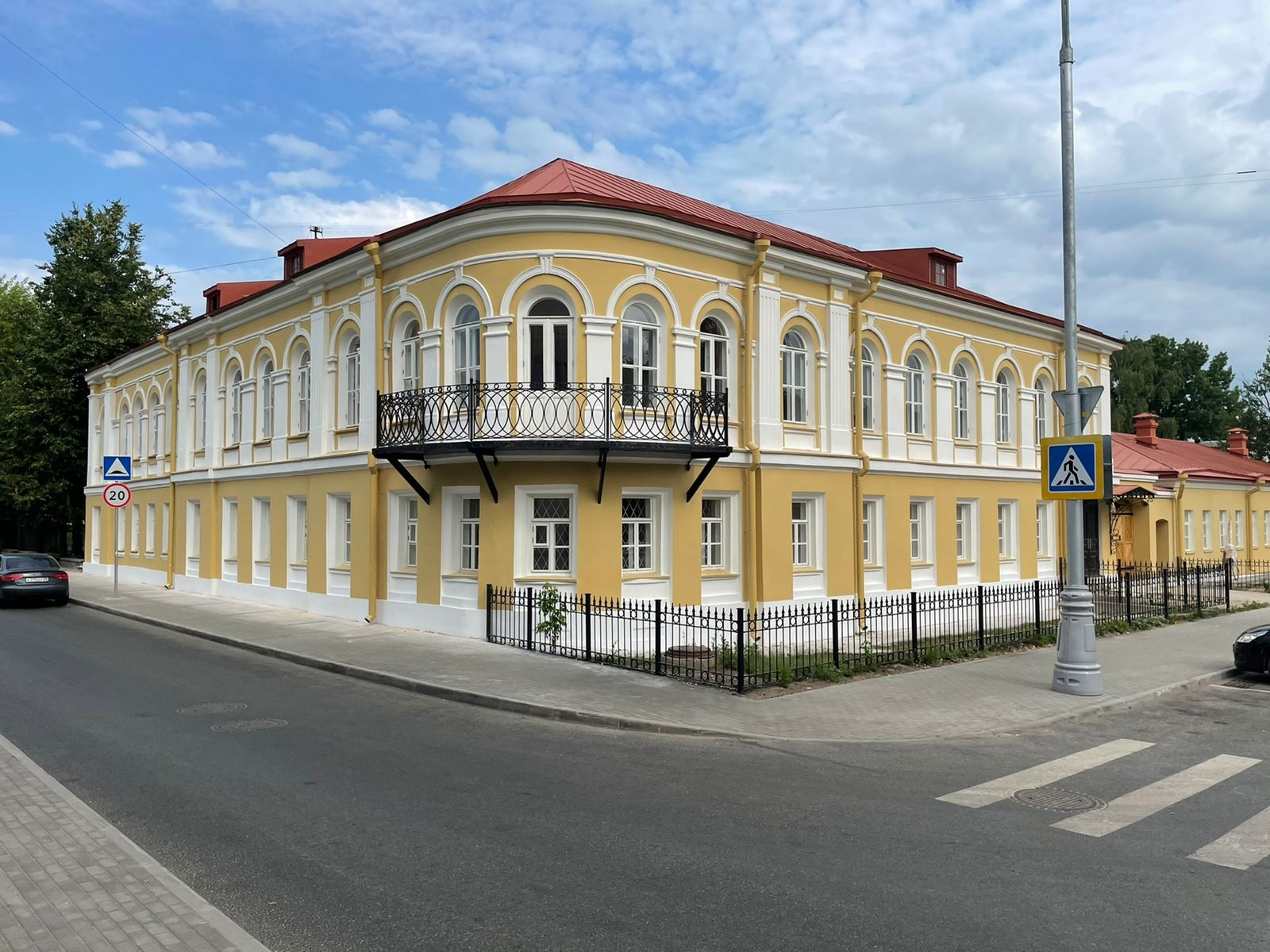
Музей М.Е. Салтыкова-Щедрина на Рыбацкой улице.

В XIX — начале XX века Тверь застраивалась преимущественно деревянными и каменными 1-2-этажными домами. В этот же период был построен «Морозовский городок» — комплекс застройки в псевдоготическом стиле высотой в 4-5 этажей. Наиболее характерно из них здание казармы «Париж», построенное в 1910—1913 годах по проекту архитектора В. К. Терского. Характерными представителями этого же стиля являются «Казармы Берга», выстроенные в 1901—1905 годах по проекту архитектора К. К. Шмидта.
Архитектура модерна, господствовавшая в этот период в Петербурге, не получившая широкого распространения в Твери. Тем не менее, эпоха модерна оставила после себя несколько замечательных сооружений: Романовская школа (1913, арх. П. Ф. Богомолов и Н. Н. Покровский), Карповское училище (1903, арх. А. П. Фёдоров), Старый мост (1900, инж. В.Точинский) и др..
В 1930-е гг. заметное влияние на облик Твери оказывает конструктивизм (кинотеатр «Звезда», 1937, арх. — В. П. Калмыков, Дворец пионеров и школьников, арх. — И. И. Леонидов, 1939, Дворец культуры «Металлист», 1930, позднее перестроен), первые признаки которого проявились в архитектуре здания «10 лет Октября» (1927, арх. В. Н. Голубов).
В скором времени конструктивизм сменяется ранним сталинским неоклассицизмом (речной вокзал, 1938, арх. П. Райский и Е. Н. Гаврилова, дом ворошиловских стрелков, 1935, арх. В. Анфёров и др.). Своего расцвета стиль достигает после войны, в эпоху триумфального неоклассицизма. Помимо отдельных помпезных зданий (драматический театр, 1951, «дом с Оптикой», 1950, арх. Т. А. Кордюкова) город получает целые ансамбли площадей Мира (1958, арх. Т. А. Кордюкова), Новопромышленной площади (1958, арх. Д. Н. Мелчаков), Московской заставы (1953) и др. Одним из последних зданий в данном стиле стал дворец культуры имени Трусова, построенный в 1960 году. Борьба с архитектурными излишествами завершила эпоху советского монументального классицизма. Дальнейшая застройка города велась в основном по типовым проектам методами индустриального домостроения.
Современный город сохранил исторически сложившуюся планировку, построены новые общественные здания, на окраинах — жилые районы типовой застройки. Встречаются единичные памятники других стилей, как, например, русско-византийского (железнодорожный вокзал, 1848, архитектор — Р. А. Желязевич), неорусского (Часовня Иоанна Кронштадтского, 1913, арх. П. Ф. Богомолов).

Архитектурные памятники Твери
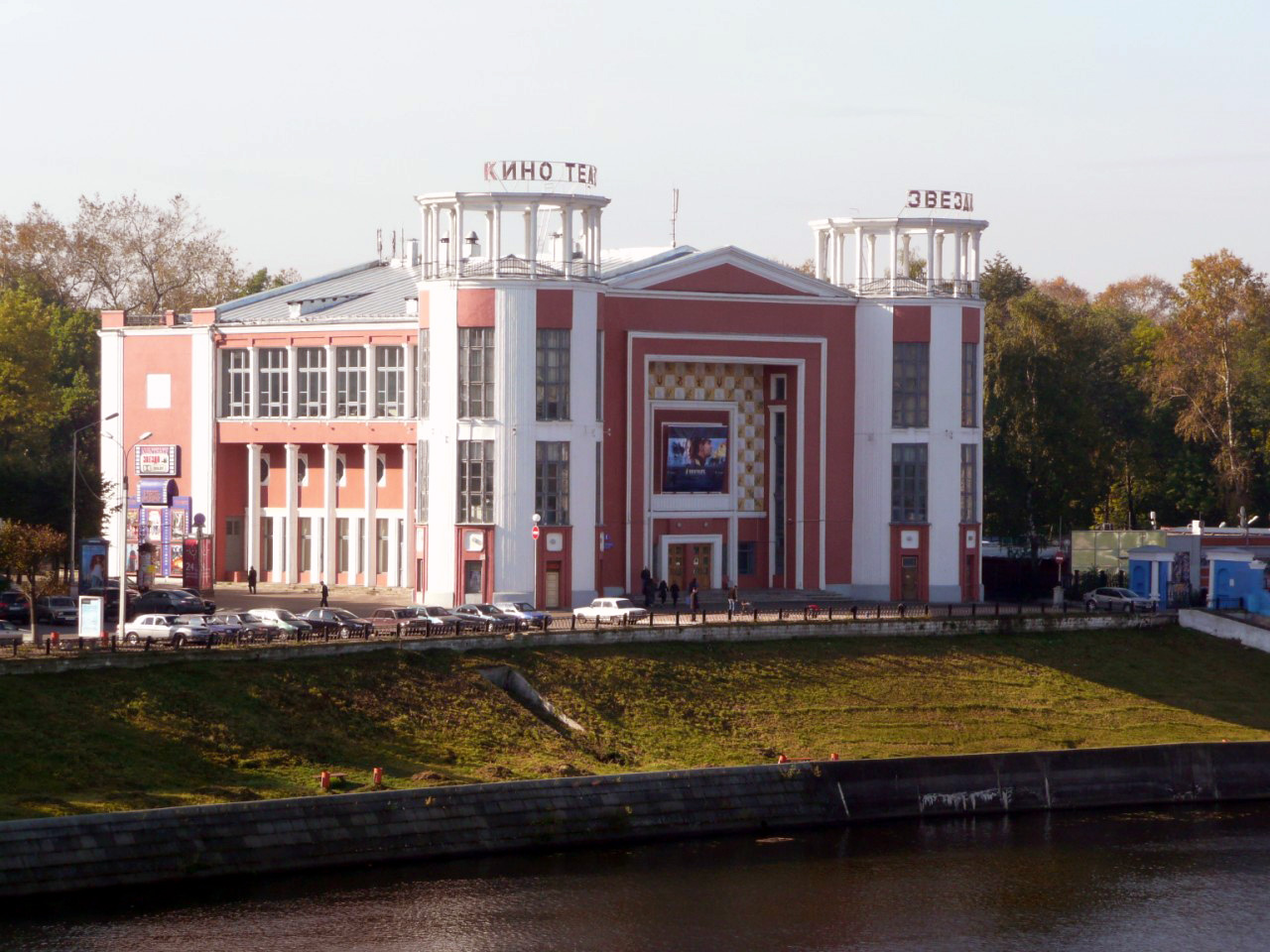
Кинотеатр «Звезда»
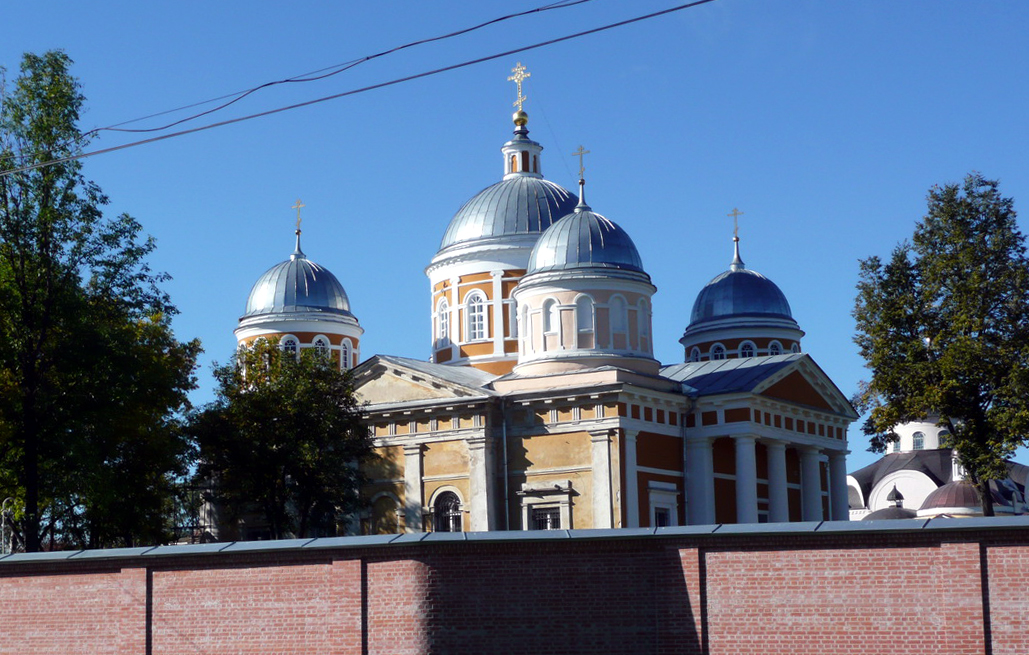
Христорождественский собор
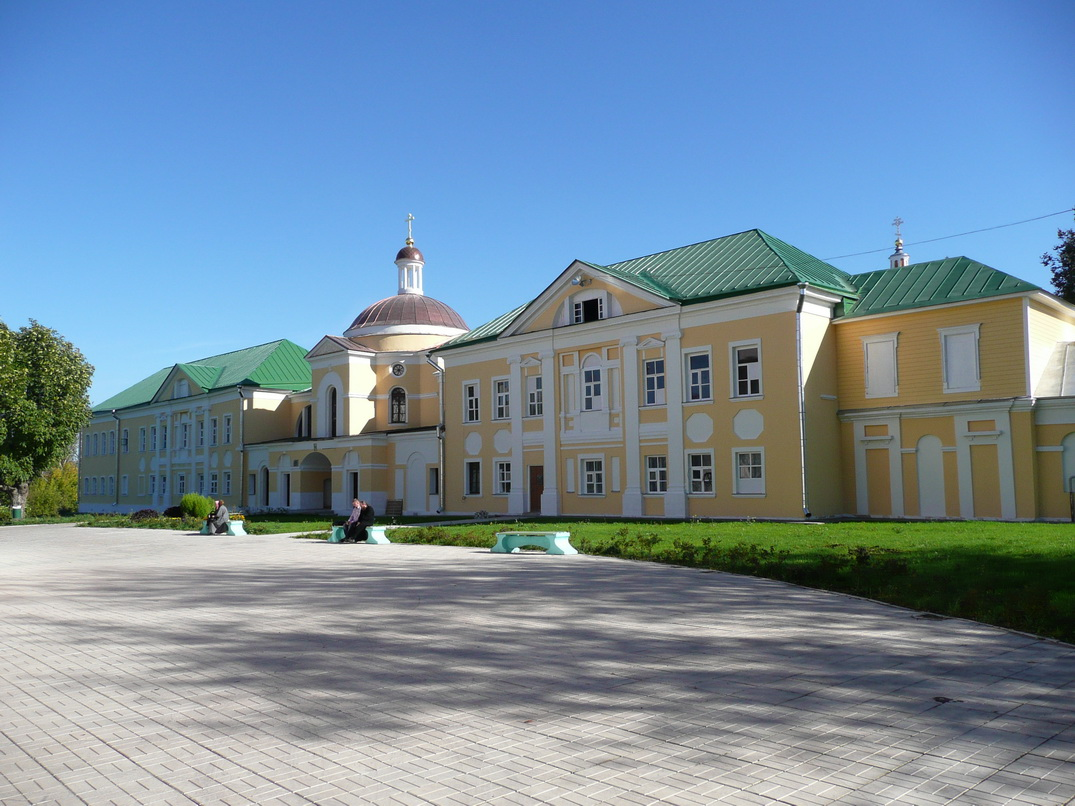
Христорождественский монастырь
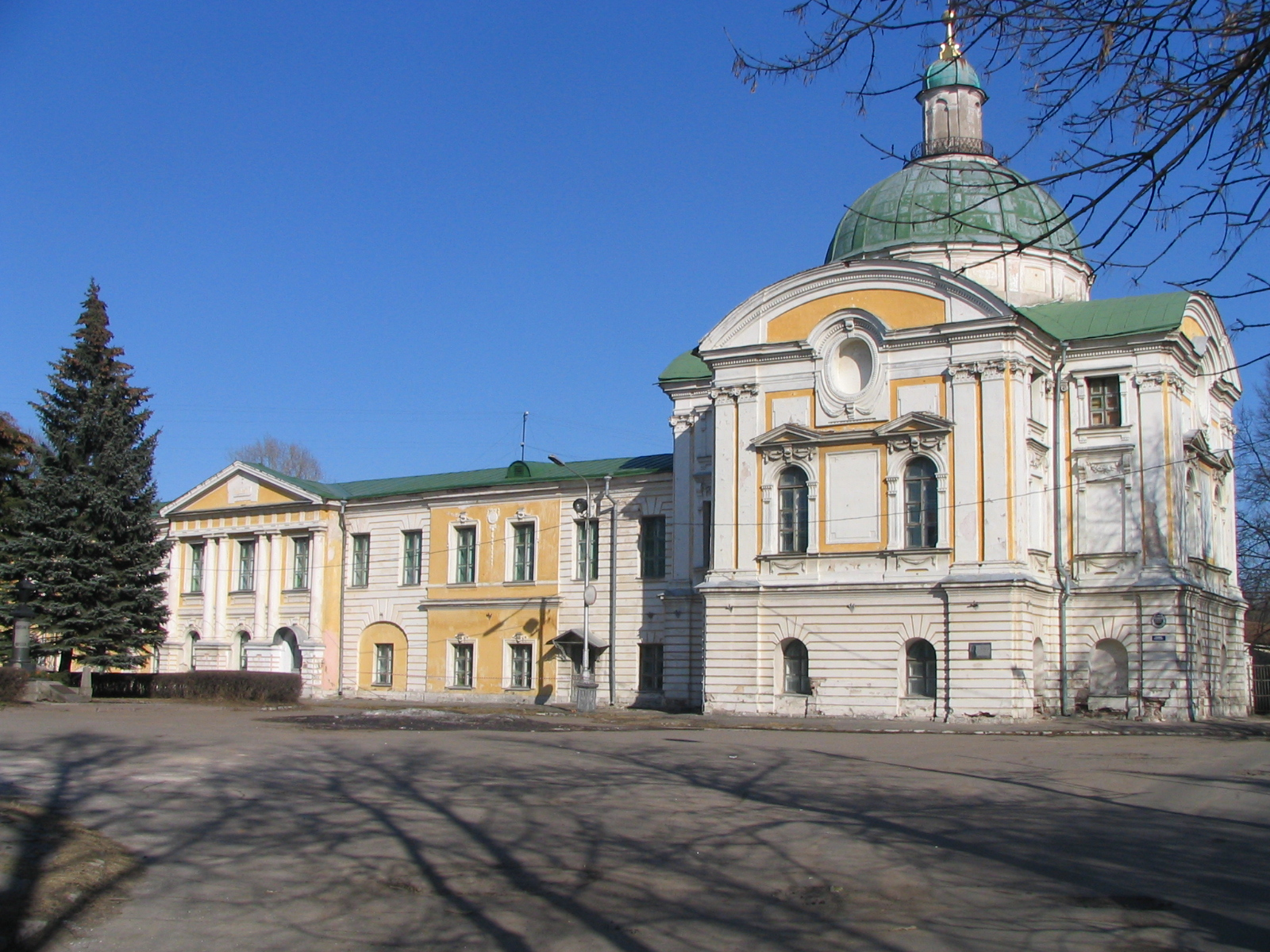
Путевой дворец Екатерины II

## Памятники

Памятник Афанасию Никитину

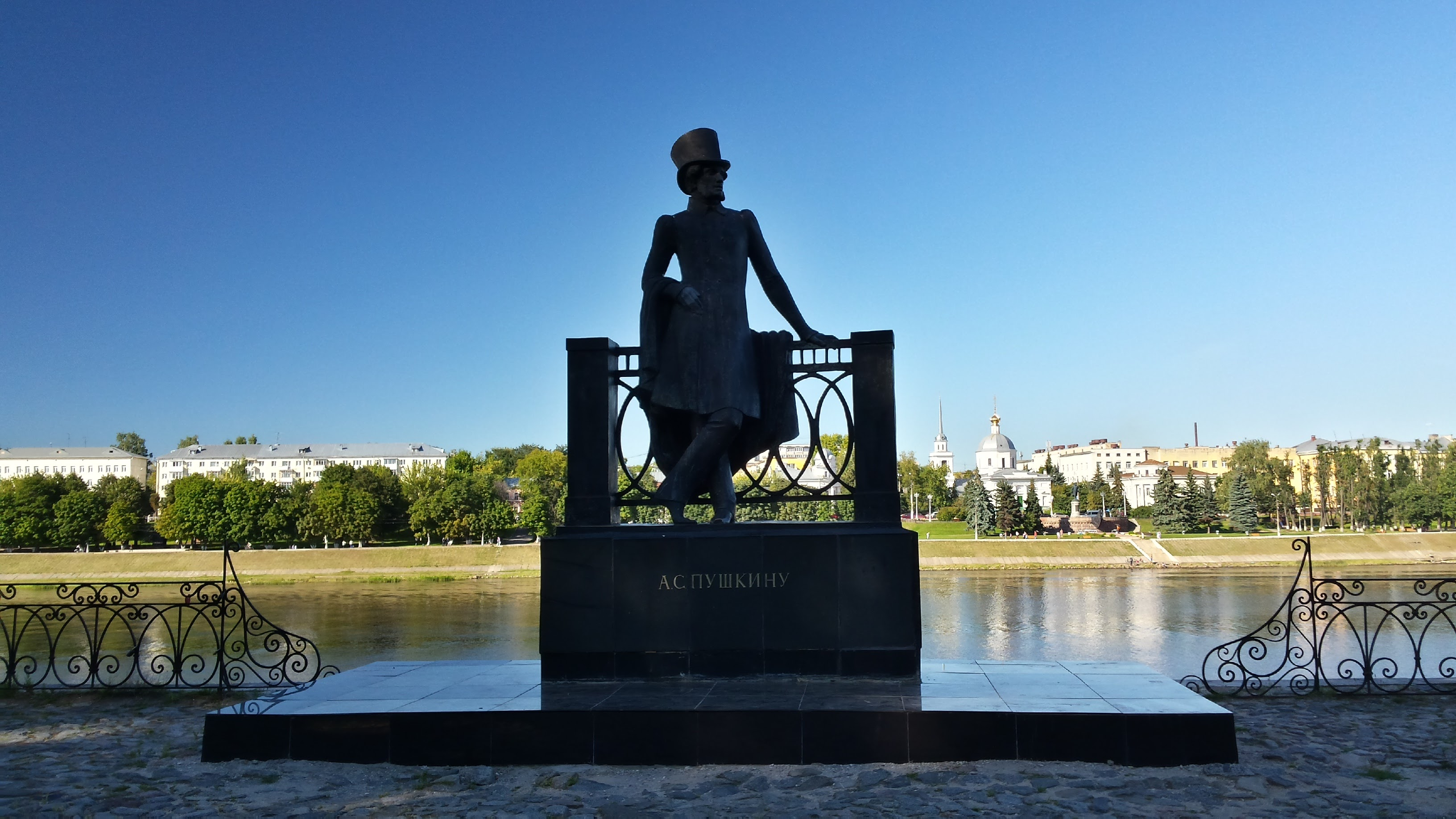
Памятник А.С. Пушкину в Городском саду

В городе расположены несколько мемориалов и обелисков, а также многочисленные памятники, большая часть из которых сосредоточена в центральной части города:
- Головинская колонна — памятник, сооружённый в конце XIX века в память о главе города А. Ф. Головинском, организовавшем строительство Головинского вала, защищавшего Затьмачье от наводнений, неоднократно изменявший своё местонахождение, в настоящее время находится на берегу Тьмаки рядом с Покровской церковью;

Скульптурная композиция на площади Мира

- Памятник Афанасию Никитину, тверскому купцу и путешественнику, скульпторов С. М. Орлова и А. П. Завалова, архитектора Г. А. Захарова в виде фигуры путешественника на круглом постаменте с носом ладьи, установлен в 1955 году, находится на левом берегу Волги (в заволжской части города) на набережной Афанасия Никитина, рядом с Церковью трёх исповедников;
- Памятники А. С. Пушкину:
  - бюст поэта скульптора Е. Ф. Белашова и архитектора Е. А. Розенблюма, установлен на Театральном проезде (перед зданиями академического театра и филармонии) в 1972 году;
  - памятник скульптора О. К. Комова, архитекторов Н. И. Комовой и В. А. Фролова в виде фигуры поэта на пьедестале с решёткой и плащом, открыт в 1974 году в Городском саду на правом берегу Волги;
- Памятник баснописцу И. А. Крылову скульпторов С. Д. Шапошникова и Д. В. Горлова и архитектора Н. В. Донских с горельефами на тему сюжетов басен Крылова на улице Крылова в сквере за Тьмакой недалеко от Обелиска Победы, открыт в 1959 году;
- Памятники М. И. Калинину:
  - памятник скульптора С. Н. Попова, открыт в 1955 году на площади Революции рядом с Путевым дворцом, на месте разрушенного Спасо-Преображенского собора, в 2014 году перенесён на проспект Калинина[12];
  - бронзовый памятник со скамейкой работы скульптора Г. Д. Гликмана на перроне железнодорожной станции Тверь, открыт в 1956 году;
  - гранитный бюст скульптора Н. С. Кочукова, архитектора А. Л. Богомольца на территории Тверского вагоностроительного завода, открыт в 1975 году;
  - памятник во внутреннем дворе Дворца творчества для детей и молодёжи;
- Памятник Карлу Марксу в виде бетонного бюста на Советской улице у входа в городской сад, установлен в 1919 году, в 1991 года разрушен вандалами, восстановлен и помещён в картинной галерее, а на прежнем месте восстановлен в 1997 году в виде копии;
- Памятники В. И. Ленину:
  - памятник скульптора С. Д. Меркурова на площади Ленина в виде бронзовой фигуры на гранитном постаменте, открыт в 1926 году, разрушен во время немецкой оккупации в 1941 году, восстановлен в прежнем виде скульпторами В. П. Барковом и П. В. Кёнигом и вновь открыт в 1959 году;
  - памятник скульптора П. Л. Горяинова на территории Тверского комбината строительных материалов № 2 из искусственного камня, открыт в 1972 году;
  - памятник на проспекте Ленина в сквере рядом с одним из корпусов Тверского государственного политехнического университета;
  - памятник Ленину во дворе Пролетарки.
- Памятник Кириллу и Мефодию скульптора М. Б. Соломатина на проспекте Чайковского в сквере филологического факультета Тверского государственного университета, открыт 27 мая 2014 года;
- Памятник борцам за мировой Октябрь в виде колонны с мемориальной доской с мемориальным захоронением участников событий на Площади Революции, открыт в 1927 году;
- Памятник «Дружба народов» автора Л. Б. Кондрашова на площади Мира в створе Староволжского моста, в заволжской части города, открыт в 1957 году;
- Памятник государственному деятелю А. П. Вагжанову скульптора А. М. Сперанского и архитектора М. И. Образцова в виде бюста на территории прядильно-ткацкой фабрики, открыт в 1967 году;
- Обелиск Победы — мемориальный комплекс в честь Победы в Великой Отечественной войне в виде 48-метровой колонны, увенчанной факельной чашей. Открыт в 1970 году, находится недалеко от устья Тьмаки. Колонна увенчана факельной чашей. У обелиска Победы горит Вечный огонь, а метроном имитирует удары человеческого сердца. Несколько раз в год зажигается огонь — 9 мая, 16 декабря — в день освобождения города от захватчиков, а также в последнее воскресение июня, когда празднуется день города. Рядом с обелиском иногда выставляется почётный караул;
- Памятник писателю и государственному деятелю М. Е. Салтыкову-Щедрину из бронзы и гранита скульптора О. К. Комова и архитектора Н. А. Ковальчука на Тверской площади, открыт в 1976 году; вторая скульптура писателя установлена внутри музея его имени.
- Памятник «Договор тысяч» — скульптора Е. А. Антонова и архитектора В. А. Фролова на площади 50-летия Договора тысяч, установлен в 1982 году в память о социалистическом соревновании, объявленном в Твери в 1929 году между коллективами девяти текстильных предприятий, насчитывавшими в общей сложности примерно 58 тысяч работников. Скульптурная композиция выполнена из бронзы, находится на проспекте Калинина у остановки «Пролетарка»[13]

Памятник Св. Михаилу Тверскому

Памятник Михаилу Кругу

- Памятник маршалу Советского Союза Г. К. Жукову авторов Е. А. Татишвили и В. И. Винниченко на площади Славы перед зданием Военной академией воздушно-космической обороны имени Маршала Советского Союза Г. К. Жукова, создан по инициативе Академии, открыт в 1995 году;
- Памятники тверскому князю Михаилу Ярославичу: 
  - гипсовый поклонный крест скульптора Е. Антонова, установленный в Городском саду в 1996 году и воспроизведённый в 2001 году у входа в Городской сад
  - памятник в виде конной скульптуры на Советской площади (ныне пл. Михаила Тверского); открытие в мае 2008 году было приурочено к всероссийским торжествам, посвящённым Дню славянской письменности и культуры (24 мая); автор – народный художник России Андрей Николаевич Ковальчук;[14]
- Памятник жертвам политических репрессий скульптора Ф. А. Азаматова в сквере на Советской улице напротив стадиона «Химик» недалеко от мостов через Тьмаку, открыт в 1997 году;
- Памятник ликвидаторам аварии на Чернобыльской АЭС художника Е. Антонова в виде фигуры человека, заслонившего собой реактор; открыт в 2006 году; находится в сквере героев-чернобыльцев рядом с Московской площадью;
- Памятник воинам-интернационалистам архитектора Б. Макарова и скульптора А. Пшерацкого на острове Памяти недалеко от Обелиска Победы, открыт в 2006 году;
- Памятный знак основателям Тверского музеума на площади перед Императорским путевым дворцом, открыт в 2007 году по инициативе Тверского областного объединённого музея и Тверской областной картинной галереи;
- Бюст народному артисту СССР, певцу Лемешеву С. Я., установлен в 2007 на ул. Трёхсвятской (в 2020 перенесён на Театральную пл.)[15]
- Памятник Михаилу Кругу, автору-исполнителю русского шансона, в виде фигуры певца, сидящего на скамейке с гитарой на бульваре Радищева, открыт в 2007 году.
- Памятник-стела «Город воинской славы» — открыт 16 декабря 2011 года в ознаменование присвоения городу Твери почётного звания Российской Федерации «Город воинской славы».

## Культурные мероприятия и городские праздники
День города
День города впервые проводился в Калинине в июне 1987 года. Позже день города стал проводиться в последнее воскресенье июня, а с 2010 года в связи с просьбами жителей города празднование дня города было перенесено на последнюю субботу июня. Как правило, праздник проходит два дня — торжественное открытие в 18.00 пятницы и основное мероприятие в субботу. Заканчивается праздник в субботу салютом в акватории реки Волги, между мостами.
День освобождения города
День освобождения города отмечает ежегодно 16 декабря, первые широкомасштабные торжественные мероприятия по случаю годовщины освобождения города прошли в 2001 году, с 2011 года они проводятся ежегодно. В честь знаменательной даты в городе проводится торжественные мероприятия и церемонии: возложение венков к братским могилам и воинским захоронениям, расположенных в городе, парад войск тверского гарнизона, концертно-патриотические программы. Торжественная программа завершается праздничным салютом.
Из Калинина в Тверь
Из Калинина в Тверь - поэтический фестиваль, который проводится в городе с 2012 года. Изначально фестиваль задумывался как «фестиваль шаговой доступности» для поэтов Москвы и Петербурга, но его география впоследствии расширилась.

## Граффити
Благодаря удобному расположению между Москвой и Санкт-Петербургом, Тверь является местом встреч и совместных работ многих общепризнанных русских и зарубежных граффити-художников. Такое движение «из центров в центр» способствует развитию граффити-туризма. Первый специализированный граффити-магазин в России был открыт в Твери в 1992 году.
Многие организации, такие как магазины, производства и общественные заведения, заказывают граффити-оформление для фасадов своих зданий и помещений для привлечения новых клиентов. Благодаря обильному потоку стрит-арт художников, работающих в разных стилях и направлениях, потенциальный заказчик может без особых усилий выбрать любой понравившийся дизайн и связаться с художником через местный граффити-магазин, который является своеобразным посредником между клиентами и художниками.
Администрация города Твери поддерживает популярную культуру, ежегодно проводя фестивали граффити под открытым небом как для начинающих, так и для уже состоявшихся художников. Граффити художники в Твери организуют совместные росписи и вечеринки, сопровождаемые музыкой, зрелищными танцами и рисованием.

Новый граффити портрет А. И. Солженицына на ул. Трехсвятской

В Твери проживает известный в России граффити художник Виктор Лебедев, также известный под творческими псевдонимами «Джок» и «Джокер», создающий работы на улицах с 2007 года. Виктор Джок получил широкую известность после создания портрета российского писателя А. И. Солженицына на торце жилого пятиэтажного здания на Смоленском переулке, приуроченный к 100-летнему юбилею писателя в 2018 году. Портрет не был закончен в связи с открытым протестом отдельных жильцов дома и города. В течение двух лет в продолжении протестов портрет забрызгивали цветной краской, стреляли из пейнтбольного ружья и подписывали бранные слова. Ночью неизвестные исправили цитату А. И. Солженицына рядом с портретом «Жить не по лжи» на «Жить по лжи». В июле 2020 года граффити портрет был закрашен белой краской активистами партии Рот Фронт. Внимание к закрашенному портрету привлекали дизайнер Артемий Лебедев, журналист Илья Варламов и политик Евгений Ройзман. Спустя неделю губернатор Тверской области Игоря Руденя сообщил, что новый портрет будет восстановлен автором закрашенного граффити Виктором Джоком Лебедевым на новом месте на пересечении улицы Трёхсвятской и бульвара Радищева.